# Психічна саморегуляція
Психі́чна саморегуля́ція(від лат. regulare — приводити до порядку, налагоджувати) — це функціонування живих систем різних рівнів організації та складності.
Психічна саморегуляція є одним з рівнів регуляції активності живих систем, який виражає специфіку психічних ресурсів відображення та моделювання дійсності, що її реалізують в тому числі і рефлексії суб'єкта. Психічна саморегуляція здійснюється в єдності її енергетичних, динамічних та змістовно-сенсових аспектів. 
При всій різноманітності видів проявів саморегуляція має таку структуру: прийнята суб'єктом мета його довільної діяльності, модель значимих умов діяльності, програма виконавчих дій, система критеріїв успішності діяльності, інформація про реально досягнуті результати, оцінка відповідності реальних результатів критеріям успіху, рішення про необхідність і характер корекції діяльності. Саморегуляція являє собою замкнений контур регулювання і є інформаційним процесом, носіями якого виступають різноманітні психічні форми відображення дійсності. В залежності від виду діяльності й умов її здійснення саморегуляція може реалізовуватися різними психічними засобами (конкретні чуттєві образи, уявлення, поняття та ін.). Прийнята суб'єктом мета однозначно не визначає умов, необхідних при побудові програми виконавчих дій; при подібних моделях значущих умов діяльності можливі різноманітні способи досягнення одного й того ж результату і т. д. 
Загальні закономірності саморегуляції реалізуються в індивідуальній формі, яка залежить від конкретних умов, а також від характеристик нервової діяльності, від особистісних якостей суб'єкта та його звичок у організації своїх дій, що формується в процесі виховання. Також психічна саморегуляція розуміється як здатність зрілої особистості визначати мету своєї діяльності та знаходити шляхи для її досягнення (Напреенко А. К., Петров К. А., 1995).
Проблематикою прикладної саморегуляції висвітлено в праці Колтуцького В.І., Тутевич Яна Серггіївна.